# タイ・ジャパニーズ・スタジアム

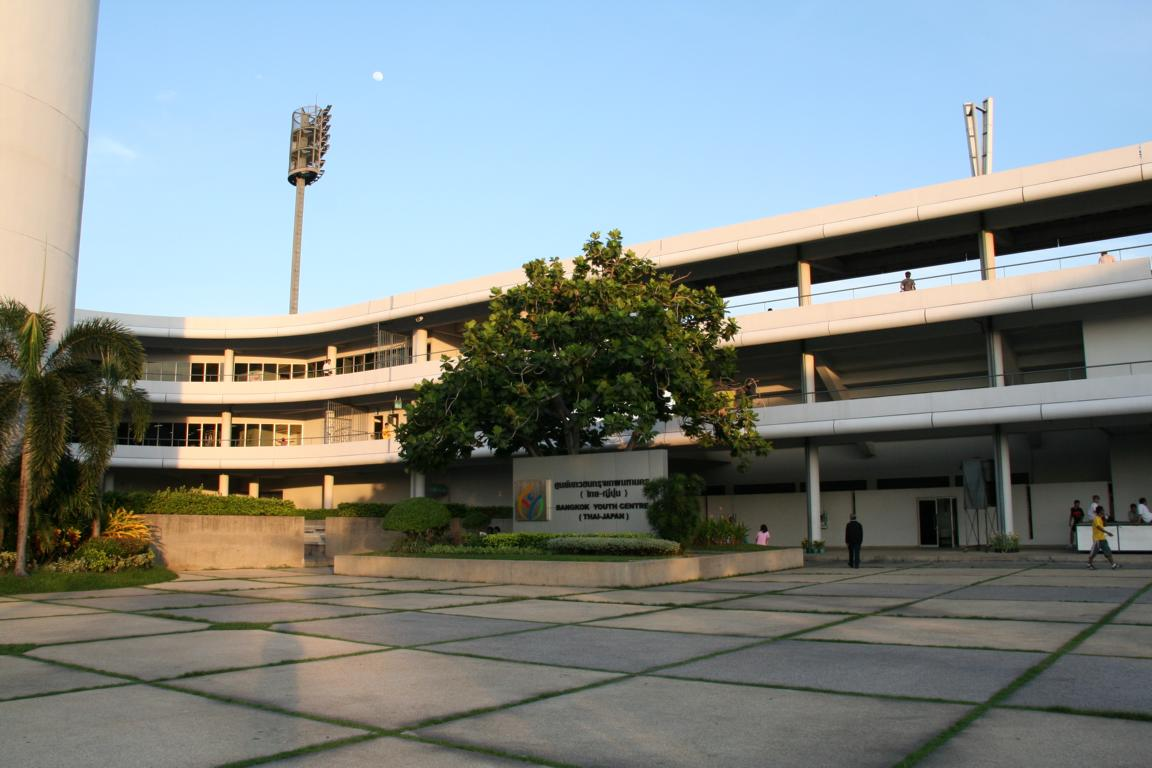
スタジアム入口の様子

タイ・ジャパニーズ・スタジアム（英: Thai-Japanese Stadium）は、タイ王国のバンコク・ディンデーン区のバンコクユースセンター内にある競技場である。

## 概要
収容人数は10,320人。主にサッカーの試合に用いられ、タイ・ディヴィジョン1リーグに所属するバンコク・ユナイテッドFCがホームスタジアムとして利用している。また、バンコクに拠点を置くクラブがAFCチャンピオンズリーグの際にホームスタジアムとして利用することが多く、AFCチャンピオンズリーグ2004とAFCチャンピオンズリーグ2007グループリーグの試合で用いられている。

## 交通アクセス
バンコク・スカイトレインスクムウィット線のアヌサーワリーチャイサモーラプーム駅よりタクシーで約5分、徒歩で約30分。